# Alexander Scourby
Alexander Scourby (parfois crédité Alex Scourby), né le 13 novembre 1913 à New York (État de New York), mort le 22 février 1985 à Newtown (Connecticut), est un acteur américain.

## Biographie
Alexander Scourby est né dans l'arrondissement de Brooklyn à New York. Au théâtre, il joue à Broadway (New York) entre 1936 et 1972, dans quinze pièces (notamment de George Bernard Shaw et William Shakespeare) et une comédie musicale (Tovaritch, d'après la pièce de Jacques Deval, en 1963, avec Vivien Leigh et Jean-Pierre Aumont).
Au cinéma, il contribue à vingt-trois films, majoritairement américains, le premier sorti en 1950, le dernier en 1985, année de sa mort. En particulier, il tourne trois films aux côtés de Glenn Ford, dont L'Affaire de Trinidad (1952, avec Rita Hayworth) et Règlement de comptes (1953, avec Gloria Grahame). Citons également Le Calice d'argent (1954, avec Virginia Mayo et Paul Newman), Géant (1956, avec Elizabeth Taylor, Rock Hudson et James Dean), Simon le pêcheur (1959, avec Howard Keel), ou encore Le Gendarme à New York (coproduction franco-italienne, 1965, avec Louis de Funès).
À la télévision, outre de nombreuses prestations comme lui-même, Alexander Scourby apparaît dans cinquante-et-une séries et huit téléfilms, entre 1950 et 1981.

## Théâtre (à Broadway)
Pièces, sauf mention contraire
- 1936 : Hamlet de William Shakespeare, production de Leslie Howard, mise en scène de Leslie Howard et John Houseman, musique de scène de Virgil Thomson, chorégraphie (une scène) d'Agnes de Mille, avec Leslie Howard, O. Z. Whitehead
- 1938-1939 : Hamlet de William Shakespeare, production de Maurice Evans, avec Mady Christians, Maurice Evans, Rhys Williams
- 1939 : Henri IV, 1re partie (Henry IV, Part I) de William Shakespeare, production de Maurice Evans, avec Mady Christians, Maurice Evans, Edmond O'Brien, Rhys Williams
- 1940 : Richard II de William Shakespeare, production de Maurice Evans, avec Maurice Evans, Rhys Williams
- 1944 : War President de Nat Sherman, avec Russell Collins, Morton DaCosta
- 1947-1948 : Crime et Châtiment (Crime and Punishment), adaptation par Rodney Ackland (en) du roman éponyme de Fiodor Dostoïevski, avec John Gielgud, Lillian Gish, Vladimir Sokoloff
- 1948 : De la vie des insectes (The Insect Comedy) de Josef et Karel Čapek, adaptation d'Owen Davis, mise en scène de José Ferrer, avec Leonardo Cimino, George Coulouris, José Ferrer, Rita Gam, Ray Walston
- 1949-1950 : Histoire de détective (Detective Story) de (et mise en scène par) Sidney Kingsley, avec Jean Adair, Ralph Bellamy, Ed Binns, Maureen Stapleton, Joseph Wiseman (adaptée au cinéma en 1951)
- 1951 : Darkness at Noon de (et mise en scène par) Sidney Kingsley, avec Claude Rains, Kim Hunter
- 1951-1952 : Sainte Jeanne (Saint Joan) de George Bernard Shaw, avec Uta Hagen, Frederick Worlock
- 1955 : Ce soir à Samarcande (Tonight in Samarkand) de Jacques Deval, adaptation de Lorenzo Semple Jr., musique de scène de Sol Kaplan, avec Theodore Bikel, Louis Jourdan, Rosemary Prinz
- 1956 : Un mois à la campagne (A Month in the Country) d'Ivan Tourgueniev, adaptation d'Emlyn Williams, mise en scène de Michael Redgrave, avec Luther Adler, Uta Hagen
- 1956-1957 : Sainte Jeanne (Saint Joan) de George Bernard Shaw, avec Peter Falk, Ian Keith (Alexander Scourby en remplacement), Kent Smith
- 1961 : Hamlet de William Shakespeare
- 1963 : Tovaritch (Tovarich), comédie musicale, musique de Lee Pockriss, lyrics d'Anne Croswell, livret de David Shaw, d'après la pièce éponyme de Jacques Deval (adaptée en anglais par Robert E. Sherwood), mise en scène de Peter Glenville, chorégraphie d'Herbert Ross, avec Vivien Leigh (Eva Gabor en remplacement), Jean-Pierre Aumont
- 1972 : Vivat ! Vivat Regina ! de Robert Bolt, avec Claire Bloom, Lee Richardson (John Cullum en remplacement)

## Filmographie

### Au cinéma (intégrale)

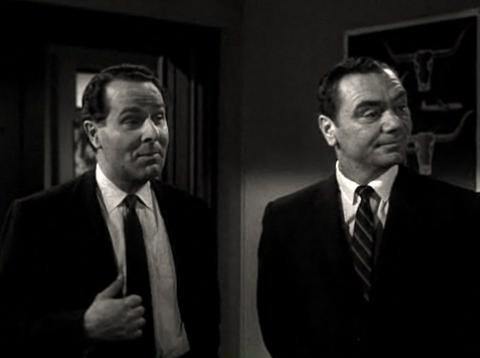
Avec Ernest Borgnine (à droite), dans Contre-espionnage (1960)

Films américains, sauf mention contraire
- 1950 : With These Hands de Jack Arnold (documentaire)
- 1952 : L'Affaire de Trinidad (Affair in Trinidad) de Vincent Sherman
- 1952 : Sans ton amour (Because of You) de Joseph Pevney
- 1953 : Règlement de comptes (The Big Heat) de Fritz Lang
- 1953 : La Belle Rousse du Wyoming (The Redhead from Wyoming) de Lee Sholem
- 1953 : La Brigade glorieuse (The Glory Brigade) de Robert D. Webb
- 1954 : Le Calice d'argent (The Silver Chalice) de Victor Saville
- 1954 : Le Signe du païen (Sign of the Pagan) de Douglas Sirk
- 1956 : La Rançon (Ransom !) d'Alex Segal
- 1956 : Géant (Giant) de George Stevens
- 1958 : Moi et le colonel (Me and the Colonel) de Peter Glenville
- 1959 : Quelle vie de chien ! (The Shaggy Dog) de Charles Barton
- 1959 : Simon le pêcheur (The Big Fisherman) de Frank Borzage
- 1960 : Les Sept Voleurs (Seven Thieves) d'Henry Hathaway
- 1960 : Contre-espionnage (Man on a String) d'André de Toth
- 1961 : Le Diable à 4 heures (The Devil at 4 O'Clock) de Mervyn LeRoy
- 1965 : Le Gendarme à New York de Jean Girault (film franco-italien)
- 1970 : L'Exécuteur (The Executioner) de Sam Wanamaker (film britannique)
- 1978 : Sea Dream de Murray Lerner (court métrage ; narrateur)
- 1979 : The New Media Bible : Book of Genesis (réalisateur non-spécifié ; narrateur)
- 1979 : Jesus de John Krish et Peter Sykes (narrateur)
- 1984 : Morton de Paul Wilkes et Andrew L. Glynn
- 1985 : Stuff (The Stuff) de Larry Cohen

### À la télévision (sélection)

#### Séries
- 1959 : Rawhide, Saison 2, épisode 1 Incident of the Day of the Dead de Stuart Heisler
- 1959 : Bonanza, Saison 1, épisode 6 The Julia Bulette Story de Christian Nyby
- 1959 : Au nom de la loi (Wanted : Dead or Alive), Saison 2, épisode 6 L'Otage (The Hostage) de Don McDougall
- 1959 : L'Homme à la carabine (The Rifleman), Saison 2, épisode 4 Obituary de Don Medford
- 1959 : Johnny Staccato, Saison unique, épisode 7 Le Prédicateur (Evil) de John Cassavetes
- 1960 : La Quatrième Dimension (The Twilight Zone) (saison 1, épisode 18 : Le Lâche) (The Last Flight) de William F. Claxton
- 1960 : Aventures dans les îles (Adventures in Paradise), Saison 2, épisode 3 Le Combat (Once Around the Circuit) de Felix E. Feist
- 1960 : Alfred Hitchcock présente (Alfred Hitchcock presents), Saison 6, épisode 10 Sybilla d'Ida Lupino
- 1962-1963 : Les Accusés (The Defenders), Saison 1, épisode 17 The Bedside Murder (1962) de Fielder Cook ; Saison 2, épisode 27 A Book for Burning (1963) de David Greene
- 1964 : Des agents très spéciaux (The Man from U.N.C.L.E.), Saison 1, épisode 5 The Deadly Games Affair d'Alvin Ganzer
- 1965 : Daniel Boone, Saison 1, épisode 20 The Quietists de George Sherman
- 1969-1971 : Docteur Marcus Welby (Marcus Welby, M.D.), Saison 1, épisode 4 Silken Threads and Silver Hooks (1969) de John Erman ; Saison 2, épisode 24 The House of Alquist (1971) de Russ Mayberry
- 1975 : Mannix, Saison 8, épisodes 20 et 21 Birds of Prey, Parts I & II

#### Téléfilms
- 1954 : The Shadow de Charles F. Haas
- 1976 : The Hemingway Play de Don Taylor